# مانويل باكا
مانويل باكا (بالإسبانية: Manuel Baca)‏ عسكري مكسيكي ذو فكر موالي لبانشو فيا شارك في الثورة المكسيكية. وُلد في شيواوا. في عام 1910، انضم إلى حركة الجنرال فرانسيسكو ماديرو، تحت قيادة الجنرال باسكوال أورثكو الابن. كان عضوًا في الأركان العسكرية. وعندما تجاهل الجنرال باسكوال أورثكو الرئيس فرانسيسكو ماديرو، انضم باكل بدوره إلى إلى قوات الجنرال بانشو فيا في سان أندريس دي لا سييرا. كُلف بمرافقة ومراقبة باسكوال أوروزكو، الأب، الذي ألقي القبض عليه بناءًا على أوامر من بانشو فيا. في وقت لاحق، شكل جزءًا من حراسة دورادوس التابعة لبانشو فيا. وتُوفي في 16 مارس 1916، في هجوم على مدينة شيواوا.